# Helianthus maximiliani
Helianthus maximiliani — вид квіткових рослин з родини айстрових (Asteraceae).

## Біоморфологічна характеристика
Це багаторічник 50–300 см (кореневищні). Стебла прямовисні, шорсткі. Листки стеблові; переважно чергуються; листкові ніжки 0–2 см; листкові пластинки (від світло-зелених до сіро-зелених) ланцетні, 10–30 × 2–5.5 см, абаксіально (низ) шорсткі й залозисто-крапчасті; краї зазвичай цілі, іноді зубчасті. Квіткових голів (1)3–15. Променеві квітки 10–25; пластинки (15)25–40 мм. Дискові квітки 75+; віночки 5–7 мм, частки жовті; пиляки темно-коричневі чи чорні. Ципсели 3–4 мм, ±голі. 2n = 34. Цвітіння: пізнє літо — осінь.

## Умови зростання
Канада (Саскачеван, Манітоба); США (Вайомінг, Вісконсин, Вашингтон, Техас, Теннессі, Південна Дакота, Південна Кароліна, Пенсільванія, Айова, Індіана, Іллінойс, Айдахо, Коннектикут, Колорадо, Каліфорнія, Арканзас, Алабама, Канзас, Мен, Мериленд, Массачусетс, Міссісіпі, Міссурі , Монтана, Небраска, Нью-Мексико, Північна Дакота, Огайо, Оклахома, Міннесота, Делавер, Округ Колумбія, Юта). Населяє прерії, поля, пустирі; 0–300(2100+) метрів.

## Значущість
Цей вид є третинним диким родичем культивованого соняшника Helianthus annuus. Крім того, він культивується як декоративний, використовується для корму та для екологічних цілей, таких як боротьба з ерозією та як ревегетатор. Крім того, рід Helianthus приваблює велику кількість місцевих бджіл.